# Epirhyssa striata
Epirhyssa striata är en stekelart som först beskrevs av Khairiza och Idris 2006.  Epirhyssa striata ingår i släktet Epirhyssa och familjen brokparasitsteklar. Inga underarter finns listade i Catalogue of Life.